# Siegmund Marsollek
Siegmund Marsollek (* 13. Dezember 1956) ist ein ehemaliger deutscher Fußballspieler.

## Leben
Marsollek, der im Angriff zum Einsatz kam, wechselte 1975 vom OSC Bremerhaven zum FC St. Pauli in die 2. Fußball-Bundesliga. Am zweiten Spieltag der Saison 1975/76 bestritt er gegen SpVgg Erkenschwick seinen ersten Zweitligaeinsatz. Marsollek wurde dabei in der 46. Minute eingewechselt, in der 86. Spielminute erzielte er den Siegtreffer zum 2:1 per Kopfstoß. Der gelernte Maschinenschlosser stand von 1975 bis 1977 für die Hamburger in 21 Spielen in der 2. Bundesliga und erzielte elf Tore.
1977 wechselte er zum OSC Bremerhaven zurück, für den er bis 1980 19 weitere Zweitligaspiele bestritt (1 Tor). Später spielte er bei der Sportvereinigung Aurich, mit der er 1984 in die Bezirksoberliga aufstieg, 1985 den Meistertitel in der Bezirksoberliga und 1987 in der Landesliga gewann. Beruflich wurde er bei einer Versicherung tätig.